# St. Pankratius (Steinberg)

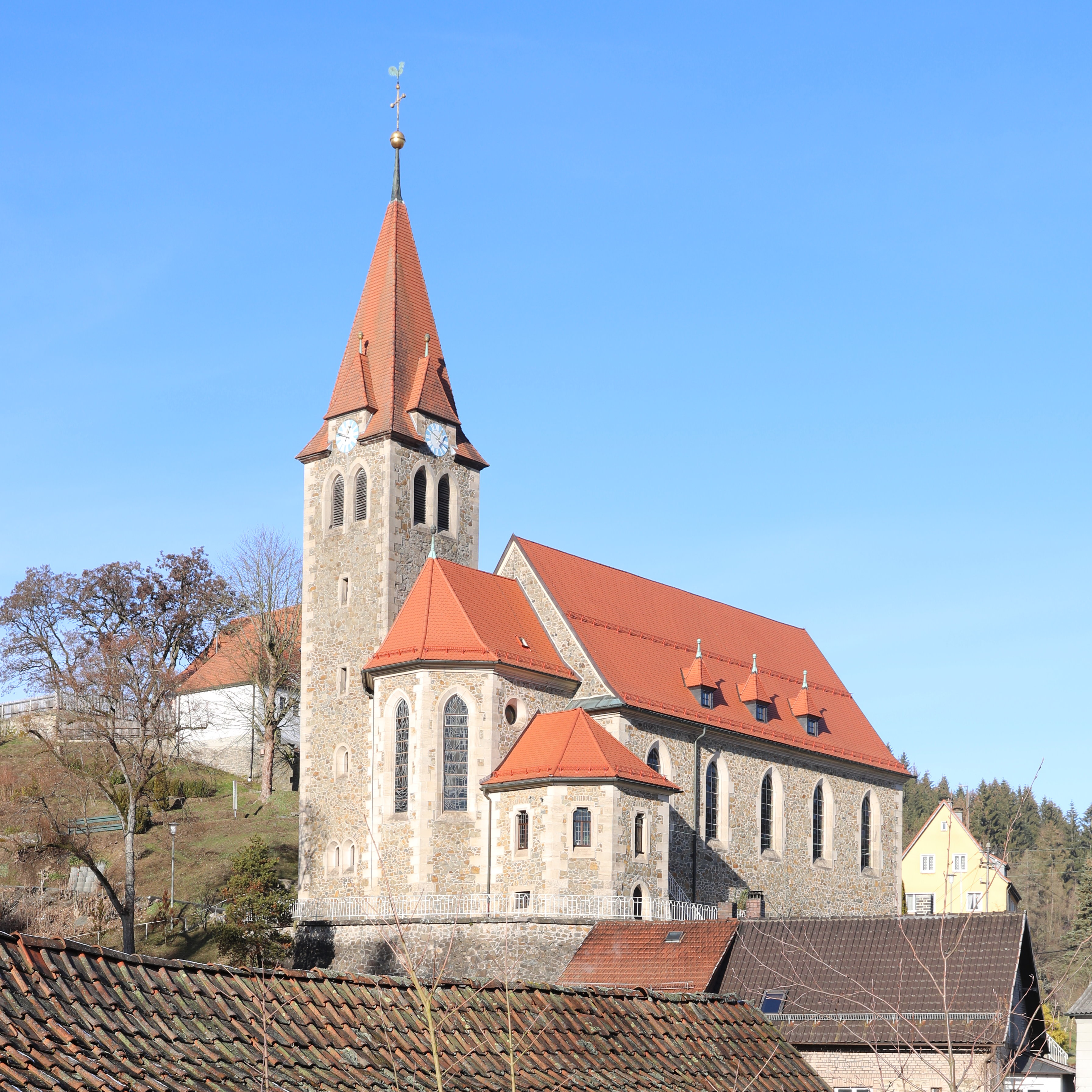
Pfarrkirche St. Pankratius in Steinberg

Die katholische Pfarrkirche St. Pankratius steht in Steinberg, einem Gemeindeteil des Gemeinde Wilhelmsthal im oberfränkischen Landkreis Kronach. Das denkmalgeschützte Gotteshaus wurde 1913 geweiht. Die Pfarrei, im Naturpark Frankenwald gelegen, gehört zum Dekanat und Seelsorgebereich Kronach des Erzbistums Bamberg.

## Geschichte
Ende des 19. Jahrhunderts führte das Wachsen der Einwohnerzahl des Holzhändlerdorfs Steinberg zu unzureichenden Raumverhältnissen in der alten Pfarrkirche in Steinberg. In der Folge wurde 1892 ein Kirchenbauverein gegründet. Dieser hatte das Ziel die bestehende Kirche durch einen Neubau zu ersetzen. Da die alte Schlosskirche bereits damals unter Denkmalschutz stand, stimmte die Behörde weder einem Ersatzneubau noch einer Erweiterung durch einen Anbau eines Chores an der Südseite zu. Genehmigt wurde ein Neubau an anderer Stelle im damaligen Pfarrgarten. Ab 1911 entstand dort nach Plänen von Gustav Haeberle die neue Pfarrkirche, die am 11. August 1913 geweiht wurde.
Im Jahr 1959 wurde die Kirche renoviert und der Innenraum modernisiert. Dabei wurde unter anderem der Hochaltar und die Kanzel entfernt. Eine aufwändige Restaurierung folgte ab Oktober 1995. Unter anderem ließ die Kirchgemeinde das Gebälk nach alten Vorlagen neu bemalen.

## Baubeschreibung
Das neugotisch gestaltete Gotteshaus steht am Südostabhang des Burgberges. Es ist eine Saalkirche mit einem gegen Süden gerichteten, eingezogenen Chor mit Fünfachtelschluss. Den Chorraum überspannt ein Kreuzrippengewölbe. Der spitzbehelmte Chorseitenturm befindet sich im westlichen Chorwinkel, der Sakristeianbau an der gegenüberliegenden Seite.
Der Innenraum des Langhauses hat fünf Fensterachsen. Er ist schlicht gestaltet und wird von einer hölzernen Flachdecke überspannt. Eine hölzerne Orgelempore, getragen von zwei quadratischen Stützen, ist im nördlichen Achsenabschnitt eingebaut. Der Bruchsteinbau hat ein Satteldach als Dachstuhl.

## Glocken
Im Kirchturm hängen vier Glocken. Dies sind die historische Josefsglocke, die noch aus der alten Kirche stammt, und drei Glocken, die 1964 bei der Glockengießerei Rudolf Perner in Passau gegossen wurden.